# Функциональное уравнение Коши
Функциональное уравнение Коши для функции {\displaystyle f:\mathbb {R} \to \mathbb {R} } имеет вид
{\displaystyle f(x+y)=f(x)+f(y)}.
Функцию, удовлетворяющую этому уравнению, называют аддитивной. Этот термин применяется для произвольных функций, не только для вещественных.
Уравнение Коши является одним из старейших и наиболее простых функциональных уравнений, однако его решение в вещественных числах является достаточно сложным. В рациональных числах может быть доказано с использованием элементарной математики, что существует единственное семейство решений вида {\displaystyle f(x)=cx}, где c — произвольная константа. Это семейство решений является одним из решений и на множестве вещественных чисел. Дополнительные ограничения, накладываемые на {\displaystyle f}, могут исключать возможность существования других решений. Например, линейные функции  {\displaystyle f(x)=cx} оказываются единственно возможными решениями, если:
- {\displaystyle f} непрерывна (доказано Коши в 1821 году). Это условие было ослаблено в 1875 году Дарбу, который показал, что непрерывность функции необходима только в одной точке.
- {\displaystyle f} монотонна на некотором интервале.
- {\displaystyle f} ограничена сверху либо снизу на некотором интервале (частный случай: {\displaystyle f} сохраняет знак на некотором интервале).
- для некоторого интервала значений аргумента существует ненулевой интервал значений, которые функция {\displaystyle f} не принимает на этом интервале (более общий вариант предыдущего случая).
- {\displaystyle f} интегрируема (в частности, по Лебегу) на некотором интервале.
- {\displaystyle f} измерима на некотором интервале.

С другой стороны, если нет никаких дополнительных ограничений на {\displaystyle f}, то существует бесконечно много других функций, которые удовлетворяют уравнению (см. статью "Базис Гамеля"). Это было доказано в 1905 году Георгом Гамелем с использованием базиса Гамеля, а значит и аксиомы выбора. Обобщение Третьей проблемы Гильберта на случай многомерных пространств использует это уравнение.

## Другие формы функционального уравнения Коши
Следующие функциональные уравнения эквивалентны аддитивному уравнению Коши {\displaystyle f\left(x+y\right)=f\left(x\right)+f\left(y\right)}:
- логарифмическое уравнение Коши {\displaystyle f\left(xy\right)=f\left(x\right)+f\left(y\right)} (одно из семейств решений имеет вид {\displaystyle f\left(x\right)=c\ln \left|x\right|=\log _{a}\left|x\right|}).
- степенное уравнение Коши {\displaystyle f\left(xy\right)=f\left(x\right)f\left(y\right)} (одно из семейств решений имеет вид {\displaystyle f\left(x\right)=\left|x\right|^{a}}).
- экспоненциальное уравнение Коши {\displaystyle f\left(x+y\right)=f\left(x\right)f\left(y\right)} (одно из семейств решений имеет вид {\displaystyle f\left(x\right)=\exp \left(cx\right)=a^{x}}).

Вырожденным решением этих уравнений является функция {\displaystyle f\left(x\right)=0}.

## Решение в рациональных числах
Докажем, что за знак функции можно выносить рациональные числа. Возьмём {\displaystyle n\in \mathbb {N} }:
{\displaystyle f(nx)=f(x+x+\cdots +x)=f(x)+f(x)+\cdots +f(x)=nf(x)},
{\displaystyle f\left({\frac {x}{n}}\right)={\frac {nf(x/n)}{n}}={\frac {f(x)}{n}}}.
Теперь положим {\displaystyle x=y=0} и {\displaystyle y=-x}:
{\displaystyle f(0)=f(0)+f(0)\Rightarrow f(0)=0},
{\displaystyle f(0)=f(x)+f(-x)\Rightarrow f(-x)=-f(x)}.
Собрав всё вместе, получим:
{\displaystyle \forall a\in \mathbb {Q} ,x\in \mathbb {R} :f(ax)=af(x)}.
Положив {\displaystyle x=1} и обозначив {\displaystyle c=f\left(1\right)}, мы имеем единственное семейство решений {\displaystyle f(x)=cx} над {\displaystyle \mathbb {Q} }.

## Существование нелинейных решений
Доказательство существования нелинейных решений не конструктивно и основано на аксиоме выбора. С её помощью доказывается существование базиса Гамеля в любом векторном пространстве, в том числе бесконечномерном.
Рассмотрим {\displaystyle \mathbb {R} } как векторное пространство над полем {\displaystyle \mathbb {Q} }: в нём есть базис Гамеля. Возьмём коэффициент перед некоторым базисным вектором {\displaystyle \alpha } в разложении числа {\displaystyle x} по базису — это и будет значение {\displaystyle f(x)}. Полученная функция принимает рациональные значения (как коэффициент при разложении над {\displaystyle \mathbb {Q} }) и не равна тождественно нулю ({\displaystyle f(\alpha )=1}), а потому не может быть линейна. Нетрудно понять, что она аддитивна, то есть удовлетворяет уравнению Коши. 
В общем случае пусть {\displaystyle \{r_{\alpha }\}} — базис Гамеля множества действительных чисел {\displaystyle \mathbb {R} } над полем рациональных чисел {\displaystyle \mathbb {Q} }. Тогда для каждого вещественного {\displaystyle x} существует разложение по базису Гамеля {\displaystyle x=k_{\alpha _{1}}r_{\alpha _{1}}+\cdots +k_{\alpha _{n}}r_{\alpha _{n}}} (где {\displaystyle k_{i}\in \mathbb {Q} }), причём такое разложение единственно с точностью до порядка членов разложения и членов с нулевыми множителями. Для аддитивной функции {\displaystyle f(x)} должно быть выполнено условие {\displaystyle f(x)=k_{\alpha _{1}}f_{\alpha _{1}}+\cdots +k_{\alpha _{n}}f_{\alpha _{n}}}, где  {\displaystyle f_{\alpha _{n}}=f(r_{\alpha _{n}})} будут фиксированными вещественными числами (за знак аддитивной функции можно выносить рациональные множители, см. предыдущий раздел). Очевидно, что функция {\displaystyle f(x)}, заданная с помощью этого соотношения, при любом выборе вспомогательных чисел  {\displaystyle f_{\alpha _{n}}} удовлетворяет аддитивному уравнению Коши {\displaystyle f(x+y)=f(x)+f(y)}. Однако только в том случае, когда {\displaystyle f_{\alpha _{n}}\equiv c\cdot r_{\alpha _{n}}}, где {\displaystyle c} это произвольное вещественное число, рассматриваемая функция оказывается линейной функцией. 

## Свойства нелинейных решений
Сейчас мы докажем, что всякое нелинейное решение должно быть достаточно необычной функцией — его график {\displaystyle y=f(x)} должен быть всюду плотен в {\displaystyle \mathbb {R} ^{2}}. Это означает, что любой, сколь угодно малый круг на плоскости содержит по крайней мере одну точку этого графика. Из этого легко выводятся другие свойства, такие как разрывность в любой точке, немонотонность и неограниченность на любом интервале.
Мы можем, поделив функцию на {\displaystyle c=f(1)}, считать, что {\displaystyle \forall a\in \mathbb {Q} :f(a)=a}. (Если {\displaystyle f(1)=0}, то {\displaystyle \forall a\in \mathbb {Q} :f(a)=0}, и рассуждения, приводимые ниже, сохраняют свою силу с минимальными изменениями, если предположить, что найдётся точка {\displaystyle \alpha \in \mathbb {R} }, для которой  {\displaystyle f(\alpha )\neq 0}.) Если функция {\displaystyle f(x)} не линейна, то {\displaystyle f(\alpha )\neq \alpha } для некоторого {\displaystyle \alpha \in \mathbb {R} }: положим {\displaystyle f(\alpha )=\alpha +\delta ,\delta \neq 0}. Покажем теперь, как найти точку графика в произвольном круге с центром в точке {\displaystyle (x,y)}, радиуса {\displaystyle r}, где {\displaystyle x,y,r\in \mathbb {Q} ,r>0,x\neq y}. Ясно, что этого достаточно для плотности графика {\displaystyle y=f(x)} всюду в {\displaystyle \mathbb {R} ^{2}}.
Положим {\displaystyle \beta ={\frac {y-x}{\delta }}} и выберем рациональное число {\displaystyle b\neq 0}, близкое к {\displaystyle \beta }, таким образом, чтобы:
{\displaystyle \left|\beta -b\right|<{\frac {r}{3\left|\delta \right|}}}
Затем выберем рациональное число {\displaystyle a}, близкое к {\displaystyle \alpha }, так, чтобы:
{\displaystyle \left|\alpha -a\right|<{\frac {r}{3\left|b\right|}}}
Теперь возьмем {\displaystyle X=x+b(\alpha -a)} и, используя функциональное уравнение, получим:
{\displaystyle Y=f(X)=f(x+b(\alpha -a))}
{\displaystyle =x+bf(\alpha )-bf(a)}
{\displaystyle =y-\delta \beta +bf(\alpha )-bf(a)}
{\displaystyle =y-\delta \beta +b(\alpha +\delta )-ba}
{\displaystyle =y+b(\alpha -a)-\delta (\beta -b)}
Но тогда {\displaystyle (Y-y)^{2}+(X-x)^{2}=(b(\alpha -a)-\delta (\beta -b))^{2}+(b(\alpha -a))^{2}\leqslant \left({\frac {r}{3}}+{\frac {r}{3}}\right)^{2}+\left({\frac {r}{3}}\right)^{2}<r^{2}}, то есть точка {\displaystyle (X,Y)} оказалась внутри круга.
Также можно показать, что когда аддитивная функция {\displaystyle f(x)} не является линейной, она будет разрывной в любой точке вещественной оси, а также не сохраняет знак, не ограничена ни сверху, ни снизу, не монотонна, не интегрируема и не измерима на любом сколь угодно малом интервале, заполняя, в соответствии с доказанным выше утверждением о плотности графика {\displaystyle y=f(x)} всюду на плоскости {\displaystyle \mathbb {R} ^{2}}, на любом сколь угодно малом интервале своими значениями всю числовую ось {\displaystyle \left(-\infty ,+\infty \right)} плотным образом. 